# Maurice Barthélemy (homme politique)
Pour les articles homonymes, voir Maurice Barthélemy et Barthélemy.
Maurice Barthélemy, né le 24 janvier 1871 à Saales, dans le département du Haut-Rhin en Alsace et mort le 31 mars 1922 à Tarquimpol dans le département de la Moselle en Lorraine, est un homme politique français d'Alsace-Lorraine. Il fut député au Landtag d'Alsace-Lorraine de 1911 à 1918.

## Biographie
Après la défaite française de 1871, l'Alsace-Lorraine est annexée à l'Allemagne. La vie reprend doucement son cours et les affaires reprennent. En 1900, Maurice Barthélemy devient membre du Bezirkstag du Haut-Rhin, l'assemblée du district de Basse-Alsace. Barthélemy s'installe ensuite en Lorraine, au Château d'Alteville à Tarquimpol, où il est élu maire. Dans le paysage politique régional, on assiste à l’implantation progressive des partis politiques de type allemand, corrélativement à l’émergence d’une politique régionale propre à l'Alsace-Lorraine et à ses enjeux. Ces nouveaux enjeux le poussent, en 1911, à se présenter aux élections du Landtag d'Alsace-Lorraine, l'assemblée législative de l'Alsace-Lorraine. Maurice Barthélemy est élu député avec l’étiquette Lothringer Block. Opposé aux socialistes du SPD, aux libéraux du Elsässische Fortschrittspartei et aux centristes du Elsaß-Lothringische Zentrumspartei, Maurice Barthélemy défend au Landtag une politique purement régionale. 
Après le retour de la Moselle à la France, Maurice Barthélemy reste en Lorraine.
Maurice Barthélemy décédé le 31 mars 1922, à Tarquimpol en Lorraine.

## Mandats électifs
- Octobre 1911- novembre 1918 : Circonscription de Albesdorf-Dieuze - Lothringer Block

## Sources
- François Roth, La Lorraine annexée, ed. Serpenoise, 2007 ;
- François Roth: La vie politique en Lorraine au 20e siècle, Presses universitaires de France, 1985 ;
- Hans Platzer: Die Landtagswahlen von 1911 in Elsass-Lothringen. Sondernummer. der Nachrichten des Statistischen Landesamts fuer Elsass-Lothringen, Verl. d. Straßburger Druckerei u. Verl.-Anst., Straßburg, 1911 (p. 5-37)
- Regierung und Landtag von Elsaß-Lothringen 1911-1916, Biographisch-statistisches Handbuch, Mühlhausen 1911, (p. 212).